# ایمکه
ایمکه (به آلمانی: Eimke) یک شهر در آلمان است که در Suderburg واقع شده‌است. ایمکه ۹۸۰ نفر جمعیت دارد.